# 새롬 애니메이션
새롬 애니메이션(영어: Saerom Animation)은 대한민국의 애니메이션 제작 스튜디오이다. 1987년 김길환이 설립하였다.